# Калинівське (електродепо)
56°54′47″ пн. ш. 60°37′35″ сх. д. / 56.91306° пн. ш. 60.62639° сх. д.
«Калинівське» — електродепо Єкатеринбурзького метрополітену.
Найближча станція — «Проспект Космонавтів». Має гейт до станції Калинівка, що належить залізничній службі ВАТ «Уралмаш».

## Опис
У електродепо від експлуатованих тунелів лінії прокладена службова гілка з двох паралельних перегінних тунелів завдовжки близько 900 метрів кожен, збудованих відкритим способом. Лінія що прямує до електродепо починається від тупика на кінцевій станції «Проспект Космонавтів», йде спочатку вздовж проспекту Космонавтів, потім повертає праворуч біля вулиці Індустрії і далі йде вулицями Паркова, Теплична та Шефська. Час виходу поїздів на головну трасу — 2 хвилини.
Електродепо здатне приймати 21 п'ятивагонні склади, не рахуючи резервних вагонів. Кількість відстойно-ремонтних прогонів — 21, кількість мотодепо — 4.

## Рухомий склад
Як основна пасажирська одиниця рухомого складу використовуються вагони типу 81-717/714. Парк депо становлять 62 вагони, один склад формується з 4 вагонів.

## Ресурси Інтернету
- Наш транспорт [Архівовано 5 березня 2019 у Wayback Machine.](рос.)